# Vallée Blanche (itinéraire)
Ne doit pas être confondu avec Chemin Sortie Vallée Blanche.
Pour l’article homonyme, voir Vallée Blanche.
La Vallée Blanche est un itinéraire de ski situé en France, dans le massif du Mont-Blanc. Débutant à l'aiguille du Midi, il emprunte successivement la Vallée Blanche, le col du Gros Rognon, le glacier du Géant, le glacier du Tacul et enfin la Mer de Glace jusqu'au pied du Montenvers. Chamonix-Mont-Blanc peut ensuite être rejoint par le chemin Sortie Vallée Blanche ou le chemin de fer du Montenvers. Non fléché, non balisé, non aménagé et situé dans un environnement de haute montagne entre 3 800 et 1 800 mètres d'altitude avec un parcours en intégralité sur des glaciers, il est réservé à des skieurs aguerris.

## Tracé classique
Il s'agit d'un itinéraire non balisé, non entretenu et non surveillé, permettant de skier hors-piste sur des glaciers enneigés et crevassés : glaciers du Géant, du Tacul et Mer de Glace. Les parties les plus techniques sont : 
- la descente de l'arête de l'aiguille du Midi qui s'effectue à pied et encordé, de préférence les skis portés sur le sac à dos ; si l'arête n'est pas équipée d'une main courante, des crampons sont indispensables ;
- le milieu du parcours qui, suivant les années et l'état du glacier, peut nécessiter de louvoyer parmi les crevasses. Dans tous les cas, l'accompagnement par un guide de haute montagne est conseillé.

La durée de la descente, longue d'environ 20 km, est estimée entre trois et quatre heures selon le niveau technique ou les arrêts. Le départ se fait à une altitude de 3 842 m depuis la gare du téléphérique de l'Aiguille du Midi et le parcours se maintient au-dessus des 3 000 m pendant environ un tiers du parcours.
À mi-parcours, le skieur trouve l'unique refuge, le refuge du Requin, pour se reposer et se restaurer.
L'itinéraire de la Vallée Blanche est emprunté chaque année par 60 000 personnes.
Selon l'enneigement, la descente se fait à ski jusqu'au Montenvers (1 800 m), voire jusqu'à Chamonix-Mont-Blanc (1 000 m). Par faible enneigement, le skieur remonte alors du glacier, d'abord à pied par un escalier métallique, puis en télécabine jusqu'à la gare, puis finit la descente en train. S'il n'a pas neigé récemment, le parcours est quasiment tracé par le passage des skieurs mais, dans le cas contraire, il est exposé aux nombreuses crevasses dissimulées sous le manteau neigeux. C'est dans l'une de ces crevasses que le guide Louis Lachenal disparaît le 25 novembre 1955.

## Variantes
Des variantes de la descente classique de la Vallée Blanche, dénommées « Petit, Moyen et Grand Envers » (Envers des Aiguilles) et réservées aux très bons skieurs, permettent de rechercher les difficultés et de s'éloigner des secteurs fréquentés pour retrouver, plus bas, l'itinéraire classique.

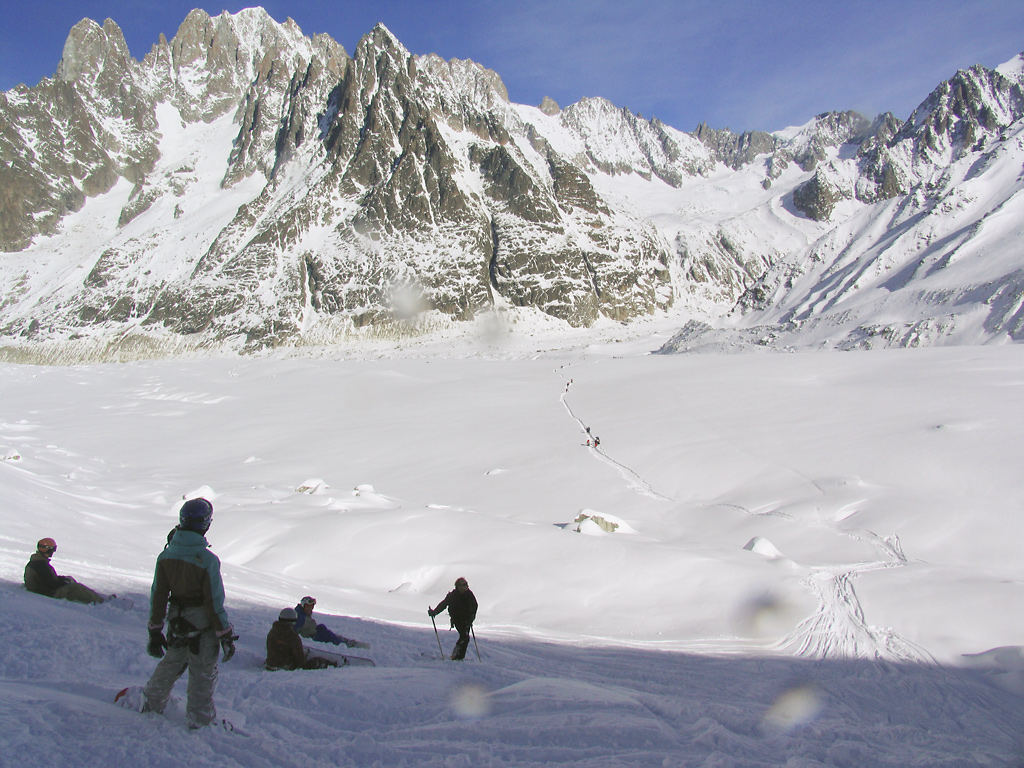
Skieurs de la Vallée Blanche dominant la jonction entre les glaciers du Tacul (en bas à droite) et de Leschaux (en haut à droite) donnant naissance à la Mer de Glace (à gauche) ; au fond, de gauche à droite, les Drus, l'aiguille Verte et le glacier de Talèfre.
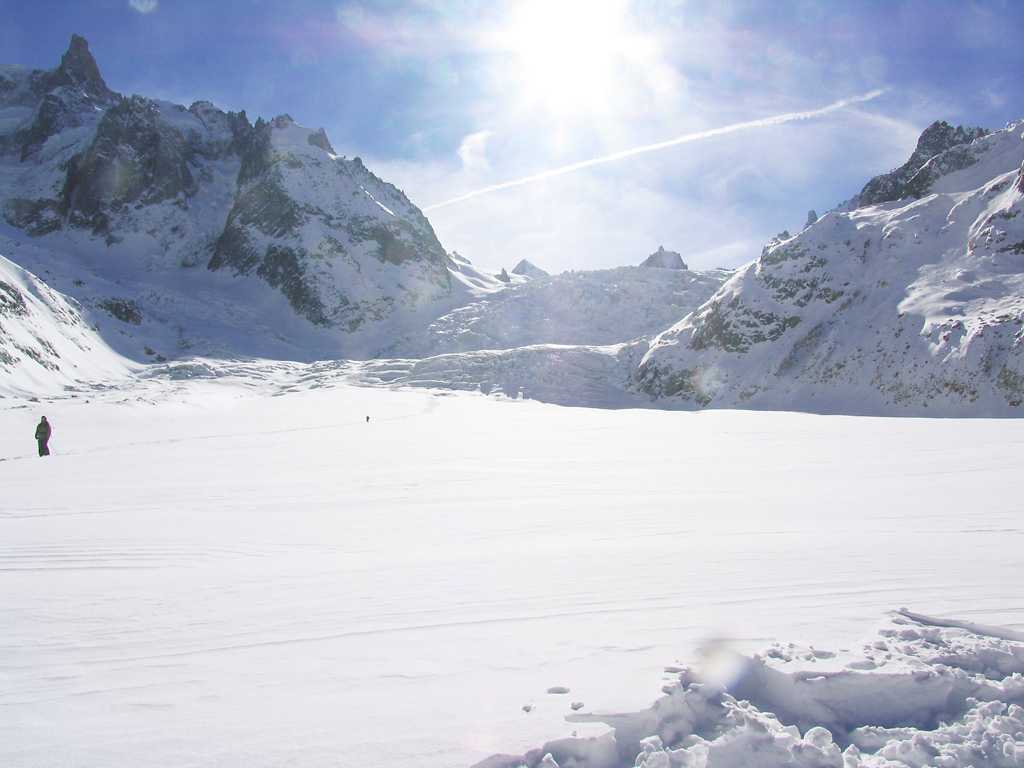
Skieurs au pied de la cascade de glace des séracs du Géant depuis le glacier du Tacul.